# Volkswirtschaft
Als Volkswirtschaft wird die Gesamtheit aller einem Wirtschaftsraum (im engeren Sinne ein Staat, Nationalstaat oder Staatenverbund) zugeordneten Wirtschaftssubjekte (Haushalte, Unternehmen und die öffentliche Verwaltung) bezeichnet. Oft wird auch der Wirtschaftsraum selbst als Volkswirtschaft bezeichnet. Die Volkswirtschaft ist Hauptuntersuchungsgegenstand der Volkswirtschaftslehre. 

## Größen in einer Volkswirtschaft
Zentrale Punkte bei der Betrachtung einer Volkswirtschaft sind die Fragen nach ihrer Leistung (Bruttoinlandsprodukt, Volkseinkommen) und Verteilung (Einkommensverteilung), ihrer Preisentwicklung, ihrer Struktur, dem Grad ihrer Beschäftigung (Arbeitslosigkeit) und ihrer Offenheit (Außenhandel). Darüber hinaus können Veränderungen dieser Größen mit der Konjunktur und ihren Zyklen in Verbindung gebracht und betrachtet werden. Im Vergleich zu anderen Volkswirtschaften kann auch der Grad der Entwicklung anhand sozio-ökonomischer Faktoren verglichen werden. Die zahlenmäßige Darstellung der Transaktionsgrößen erfolgt in der volkswirtschaftlichen Gesamtrechnung.
Alle natürlichen Personen in einer Volkswirtschaft verfolgen ihre Individual-Interessen, aber innerhalb eines mehr oder weniger formalisierten institutionellen Rahmens (Netzwerks). Damit ergeben sich Synergien, welche die volkswirtschaftliche Gesamtleistung bestimmen. Höhere Effizienz einer Volkswirtschaft gegenüber einer anderen manifestiert sich i. d. R. in geringeren Erwerbslosen-Zahlen. Die Effizienz wiederum ergibt sich aus der Summe der individuellen Leistungs-Potenziale. Einflussfaktoren sind ferner die politischen und rechtlichen Rahmenbedingungen.

## Die Volkswirtschaft im Modell
Um die gegenseitigen Abhängigkeiten zu verstehen, werden in der VWL Modelle eingesetzt, die stark von der Wirklichkeit abstrahieren jedoch die grundsätzlichen Gesetzmäßigkeiten darstellen. Hier unterscheidet man die geschlossene Volkswirtschaft von einer offenen Volkswirtschaft. 
Gegenstand der Modelle ist insbesondere der Wirtschaftskreislauf innerhalb einer Volkswirtschaft.

### Das Zwei-Sektoren-Modell
Die einfache Darstellung der Aktivitäten einer geschlossenen Volkswirtschaft bietet das Zwei-Sektoren-Modell. Es betrachtet lediglich private Haushalte und Unternehmen und zeigt wie sich das Volkseinkommen aufgrund der gesamtwirtschaftlichen Nachfrage bestimmt. Haushalte bieten ihre Arbeitskraft den Unternehmen an und fragen Güter und Dienstleistungen der Unternehmen nach (Konsum C). Unternehmen wiederum fragen Arbeitskraft nach und bieten Güter und Dienstleistungen den Haushalten, aber auch anderen Unternehmen (Investitionen I), an. Die gesamtwirtschaftliche Nachfrage {\displaystyle Y^{n}\!\ } wird definiert als
{\displaystyle Y^{n}\!\ =C+I}

### Erweiterte Modelle
Zieht man den Staat, als Nachfrager von Gütern und Dienstleistungen (im Modell G für staatliche Nachfrage), in die Betrachtungsweise hinzu, so lässt sich das Zwei-Sektoren-Modell erweitern. Die gesamtwirtschaftliche Nachfrage wird dann definiert als
{\displaystyle Y^{n}\!\ =C+I+G}
Erweitert man dieses Modell und zieht andere Volkswirtschaften hinzu (mit Exporten Ex und Importen Im), dann betrachtet man eine offene Volkswirtschaft. Die gesamtwirtschaftliche Nachfrage wird dann definiert als
{\displaystyle Y^{n}\!\ =C+I+G+(Ex-Im)}